# Huslia
Huslia (Ts’aateyhdenaade kk’onh Denh) è un comune degli Stati Uniti d'America, situato nello Stato dell'Alaska e in particolare nella Census Area di Yukon-Koyukuk.